# 聖母会

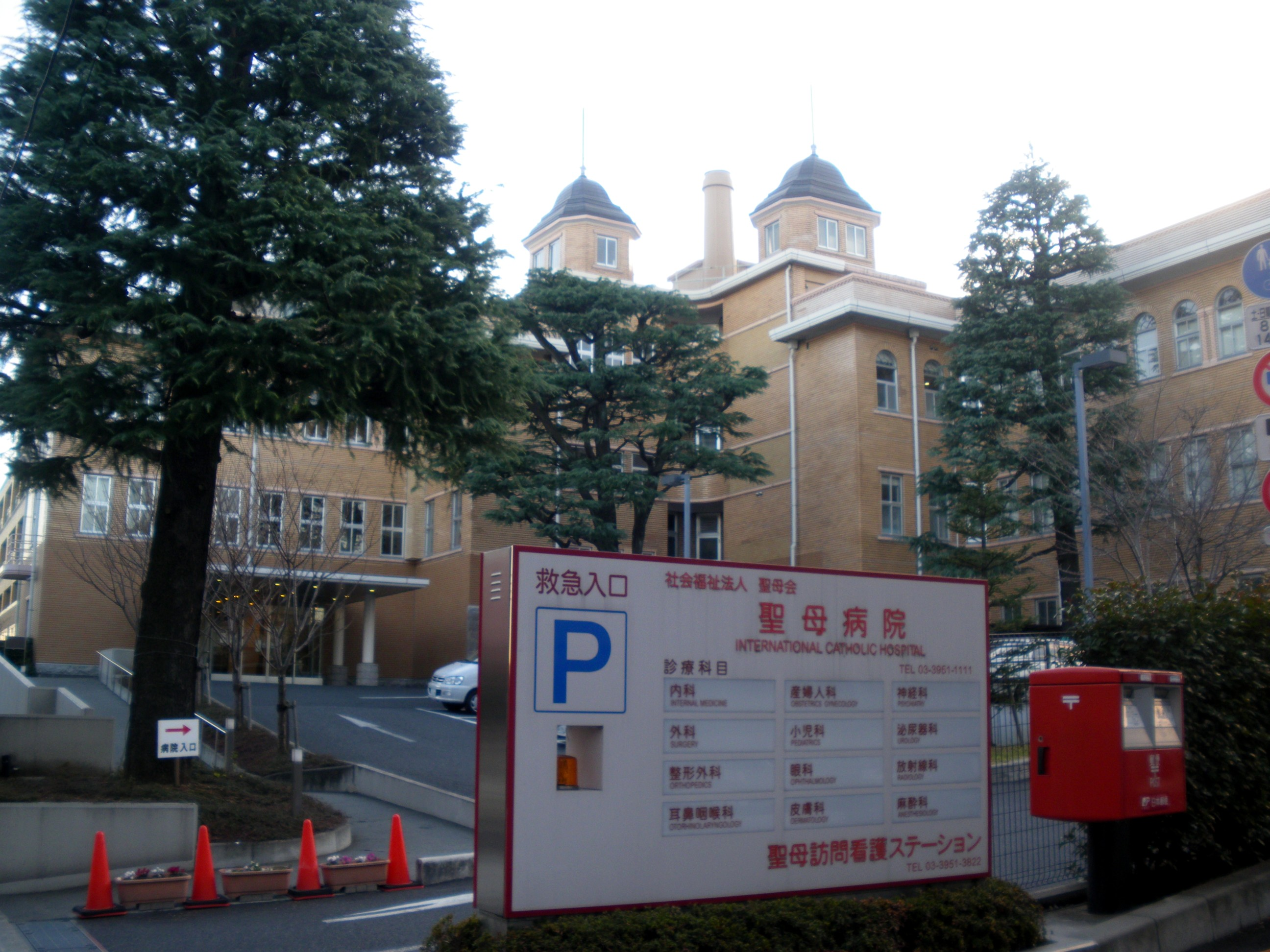
東京・中落合の聖母病院

聖母会（せいぼかい）は日本の社会福祉法人である。マリアの宣教者フランシスコ修道会が1898年（明治31年）熊本県熊本市に創立した。ハンセン病救済事業「待労院」から始まり、内務大臣より「社団法人マリア奉仕会」として認可され、1952年（昭和27年）に社会福祉法人聖母会となる。
以後、全国に医療施設、児童養護施設、老人福祉施設、診療所、保育園と職員1000名を有する法人として運営されている。新宿区中落合の聖母病院、横浜市戸塚区の聖母の園、熊本市の慈恵病院「こうのとりのゆりかご」などが有名である。法人本部を東京都新宿区中落合に置く。

## 施設一覧
- 児童養護施設天使の園 - 北海道北広島市中央（大正12年3月20日創立）
- 聖母病院 - 東京都新宿区中落合（昭和6年12月21日創立）
  - 高齢者福祉センター聖母ホームを併設（大正11年12月3日創立）
- 高齢者介護総合センター聖母の園 - 神奈川県横浜市戸塚区原宿（昭和22年6月19日創立）
  - 聖母の園保育園を併設（昭和43年4月1日創立）
  - 横浜市原宿地域ケアプラザを併設（平成11年10月1日創立）
- 横浜市深谷俣野地域ケアプラザ（平成29年7月1日創立） 神奈川県横浜市戸塚区深谷町
- 養護・介護老人福祉施設 聖母の丘 - 熊本県熊本市西区島崎6丁目（大正4年10月4日創立）
- 平和の園保育園 - 鹿児島県西之表市西之表（昭和45年5月1日創立）